# Pittsburgh Hornets
Die Pittsburgh Hornets waren ein US-amerikanisches Eishockeyfranchise der American Hockey League aus Pittsburgh, Pennsylvania. Die Spielstätten der Hornets waren die Duquesne Gardens und die Pittsburgh Civic Arena.

## Geschichte
Als sich die International Hockey League und die Canadian-American Hockey League 1936 zur International-American Hockey League zusammenschlossen, wurde der zweifache Playoffgewinner der IHL, die Detroit Olympics, nach Pittsburgh, Pennsylvania, umgesiedelt und in Pittsburgh Hornets umbenannt. Als Kooperationspartner wählten die Hornets die Detroit Red Wings aus der National Hockey League aus, die bereits mit den Olympics in ihrer IHL-Zeit zusammenarbeiteten. In der Saison 1939/40 erreichte das Franchise erstmals in seiner Geschichte das Finale um den Calder Cup, unterlag jedoch den Providence Reds in einem Sweep in der Best-of-Five-Serie. Im Jahr 1945 wurde das Franchise ein Farmteam der Toronto Maple Leafs aus der NHL, nachdem es zuvor 18 Jahre lang mit den Detroit Red Wings arbeitete. Nach zwei weiteren Finalniederlagen in der Saison 1946/47 gegen die Hershey Bears und 1950/51 gegen die Cleveland Barons gewannen die Pittsburgh Hornets in der Saison 1951/52 erstmals den Calder Cup. Im Finale gewann Pittsburgh mit 4:2 Siegen gegen die Providence Reds und konnte sich somit für die Niederlage bei ihrer ersten Finalteilnahme revanchieren. In der folgenden Spielzeit scheiterten die Hornets, die zum dritten Mal in Folge das Playoff-Finale erreicht hatten, erneut an den Cleveland Barons.
Nach einem Erstrunden-Aus in der Saison 1953/54, gewann das Team ein Jahr später zum zweiten Mal den Calder Cup. Aufgrund des Abrisses der alten Duquesne Gardens im Jahr 1956 musste Pittsburgh vorübergehend den Spielbetrieb einstellen. Daraufhin siedelten die Verantwortlichen das Franchise nach Rochester, New York, um, wo es seitdem unter dem Namen Rochester Americans in der AHL aktiv ist.
Nach Fertigstellung der Pittsburgh Civic Arena im Jahr 1961 erhielten die Pittsburgh Hornets von der AHL die Erlaubnis das Franchise nach fünfjähriger Pause fortzuführen. Zunächst gelang es den Hornets nicht an die vergangenen Erfolge anzuknüpfen und verpasste in den ersten beiden Spielzeiten nach Wiederaufnahme des Spielbetriebs jeweils die Playoffs. Es folgten drei Jahre, in denen die Hornets jeweils in der ersten Runde ausschieden, ehe sie in der Saison 1966/67 das Finale erreichten, wo sie ausgerechnet die Rochester Americans in einem Sweep in der Best-of-Seven-Serie schlugen und ihren dritten und letzten Calder Cup gewannen. Nach der Spielzeit wurde das Franchise aufgelöst, da mit den Pittsburgh Penguins erstmals ein Franchise aus der National Hockey League in der Stadt gegründet wurde.

## Team-Rekorde

### Karriererekorde
Spiele: 534  Pete Backor
Tore: 130  Bob Solinger,  John O’Flaherty
Assists: 253  Frank Mathers
Punkte: 319  John O’Flaherty
Strafminuten: 442  Pete Backor

## Bekannte ehemalige Spieler

### Mitglieder der Hockey Hall of Fame
- Sid Abel
- Chief Armstrong
- Marty Barry
- Andy Bathgate
- Leo Boivin
- Gerry Cheevers
- Fernie Flaman
- Doug Harvey
- Tim Horton
- Jack Stewart
- Frank Mathers (Trainer)
- Bill Torrey (General Manager)
- Howie Meeker (Kommentator)